# Castel Madama

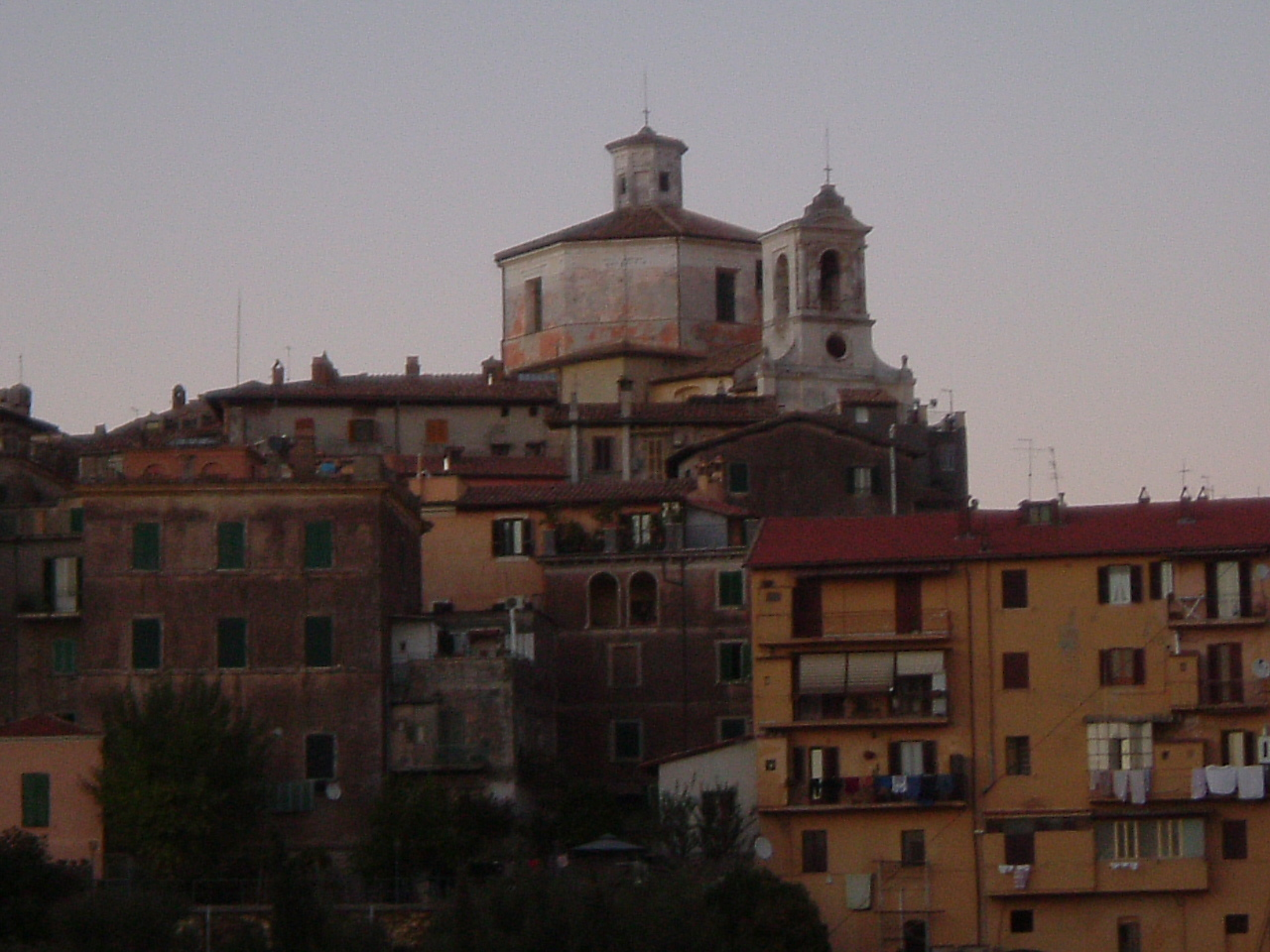
Panorama

Castel Madama ist eine italienische Gemeinde in der Metropolitanstadt Rom in der Region Latium mit 7026 Einwohnern (Stand 31. Dezember 2023). Sie liegt 46 Kilometer nordöstlich von Rom.

## Geografie
Castel Madama liegt auf einem Hügel am Rande der Monti Lucretili östlich von Tivoli. Es ist Mitglied der Comunità Montana Monti Sabini e Tiburtini.

## Bevölkerung
| 1871 | 1901 | 1921 | 1951 | 1971 | 1991 | 2001 |
| ---- | ---- | ---- | ---- | ---- | ---- | ---- |
| 2690 | 3371 | 4048 | 4409 | 5071 | 6407 | 6415 |

## Politik
Giuseppe Salinetti wurde im Mai 2006 zum Bürgermeister gewählt. Durch die Wahl vom 5. Juni 2016 ging das Bürgermeisteramt an Domenico Pascucci über.